# Sievert
Sievert oz. sivert (simbol Sv) je izpeljana enota mednarodnega sistema enot za vpliv manjših doz ionizirajočega sevanja na človeško telo. Z njim ocenjujemo stohastično (naključno) tveganje ekvivalentne ali efektivne doze sevanja za zdravje, ki je definirano kot verjetnost za pojav radiacijskega raka (zlasti levkemije) zaradi poškodb dednine. Pri enem sievertu je po splošno sprejetem linearnem modelu ta verjetnost 5,5 %.
Definiran je kot zmnožek absorbirane doze D in faktorja relativne biološke učinkovitosti Q:
{\displaystyle H=Q\cdot D},
kjer je D izražen v grejih (džulih na kilogram), Q pa je brezrazsežni količnik, ki je odvisen od vrste sevanja, načina izpostavljenosti in drugih okoliščin. Standard SI ga ne definira, natančneje je opredeljen v priporočilih Mednarodne komisije za varstvo pred sevanji (ICRP) in Mednarodne komisije za sevalne enote in meritve (ICRU) za konkretne primere uporabe.
Po dogovoru z njim ne merimo večjih doz sevanja, kakršne povzročajo deterministične učinke na tkiva, kot je akutni radiacijski sindrom. Doze sevanja, ki povzročajo tovrstne biološke učinke, izražamo kar z greji.